# 阿维尔·耶努吉泽
阿维尔·萨弗洛诺维奇·耶努吉泽（俄语：А́вель Сафронович Енуки́дзе，1877年5月7日（19日）—1937年10月30日）他是中央监察委员会主席团的成员、中央执行委员会成员，全俄罗斯中央执行委员会和苏联中央执行委员会书记。

## 经历
1901年与列昂尼德·克拉辛等人在巴库设立俄罗斯社会民主工党的打印点。参加过二月革命、十月革命。1935年因克里姆林宫密谋被开除出党，1937年遭到逮捕，判处枪决。1960年平反。